# Imués
Imués è un comune della Colombia facente parte del dipartimento di Nariño.
Il centro abitato venne fondato da Carlos Quiscualtud de Imués nel 1572.